# STS-71
La STS-71 è una missione spaziale del Programma Space Shuttle.
Durante questa missione si ebbe il primo aggancio con la stazione spaziale sovietica Mir.

## Equipaggio
- Robert L. Gibson (5) - Comandante
- Charles J. Precourt (2) - Pilota
- Gregory J. Harbaugh (3) - Specialista di missione
- Ellen S. Baker (3) - Specialista di missione
- Bonnie J. Dunbar (4) - Specialista di missione
- Anatolij Jakovlevič Solov'ëv (4) - RKA
- Nikolaj Michajlovič Budarin (1) - RKA

Tra parentesi il numero di voli spaziali completati da ogni membro dell'equipaggio, inclusa questa missione.

## Parametri della missione
- Massa: 12.191 kg Carico utile
- Perigeo: 342 km
- Apogeo: 342 km
- Inclinazione orbitale: 51.6°
- Periodo: 1 ora, 28 minuti, 54 secondi

### 1° aggancio con la Mir
- Aggancio: 29 giugno, 1995, 13:00:16 UTC
- Sgancio: 4 luglio, 1995, 11:09:42 UTC
- Tempo di aggancio: 4 giorni, 22 h, 9 min, 26 s